# Мікко Лейнонен
Мікко Лейнонен (фін. Mikko Simo Yrjänä Leinonen; 15 липня 1955, м. Тампере, Фінляндія) — фінський хокеїст, нападник.

## Кар'єра клубна
Мікко Лейнонен розпочав свою кар'єру хокеїста у своєму рідному місті Тампере, грав за першу команду Таппара в СМ-серії з 1973 року, а з сезону 1975/76 років в СМ-лізі. Протягом цього періоду, він разом з командою в 1975 і 1977 роках стає чемпіоном Фінляндії, а 1976 року віце-чемпіоном. Потім протягом двох років грав за шведський МОДО в Елітсерії, у 1979 році він виграв золото шведського чемпіонату. У Кярпят Оулу також провів два сезони і виграв у сезоні 1980/81 років чемпіонат Фінляндії.
8 вересня 1981 року Лейнонен підписав як вільний агент контракт з Нью-Йорк Рейнджерс, у якому він відіграв три наступні сезони. В сезоні 1984/85 років Мікко повернувся до свого колишнього клубу Кярпят Оулу в СМ-лігу. В кінці сезону він провів чотири матчі за Вашингтон Кепіталс‎, після чого повернувся в Оулу. Сезон 1986/87 років, він провів захищаючи кольори клубу «КалПа» з Куопіо, де і закінчив кар'єру гравця.

## Кар'єра гравця національної збірної
У складі національної збірної Фінляндії грав на чемпіонатах світу з хокею із шайбою 1978, 1979 та 1981 років; учасник зимових Олімпійських ігор 1980.

## Нагороди та досягнення
- 1975 чемпіон Фінляндії Таппара Тампере
- 1976 віце-чемпіон Фінляндії Таппара Тампере
- 1977 чемпіон Фінляндії Таппара Тампере
- 1979 чемпіон Швеції МОДО
- 1981 чемпіон Фінляндії Кярпят Оулу
- 1981 СМ-ліга входить до команди All-Star

## Рекорди
У сезоні 1981 – 82 років граючи у плей-оф Кубка Стенлі за Нью-Йорк Рейнджерс, встановив рекорд передач в одному матчі (6), який лише у 1985 році побив Вейн Грецкі, зробивши на одну голеву передачу більше.